# Mallinella ledong
Espèce
Mallinella ledong est une espèce d'araignées aranéomorphes de la famille des Zodariidae.

## Distribution
Cette espèce est endémique de Hainan en Chine. Elle se rencontre dans les xians de Ledong et de Lingshui.

## Description
Le mâle holotype mesure 4,15 mm et la femelle paratype 5,65 mm.

## Systématique et taxinomie
Cette espèce a été décrite par Lu et Li en 2023.

## Étymologie
Son nom d'espèce lui a été donné en référence au lieu de sa découverte, le xian de Ledong.

## Publication originale
- Lu, Li & Yao, 2023 : « Two new ant-eating spiders of the genus Mallinella Strand, 1906 (Araneae, Zodariidae) from Hainan Island, China. » Zootaxa, no 5374(2), p. 245-254.